# Rio Coa
O rio Coa (pré-AO 1990: rio Côa) é um rio português que nasce nos Foios, mais concretamente na serra das Mesas, a 1 175 m de altitude, próximo da serra da Malcata. Percorre cerca de 135 km até desaguar na margem esquerda do rio Douro, perto de Vila Nova de Foz Coa, a 130 m de altitude. É dos poucos rios portugueses que efetuam um percurso na direção sul-norte.
O rio Coa percorre a zona raiana do distrito da Guarda, as terras de Ribacoa. Tem um clima marcadamente mediterrânico. A zona de Ribacoa é dominada por bosques, pinhais, fortalezas (castelos), planaltos e fantásticas paisagens típicas da Beira Interior. Cidades na zona de Ribacoa: Pinhel, Sabugal e Meda.
Tem como represas, a Barragem de Sabugal, a Barragem de Senhor de Monforte e o famoso Açude de Vale de Madeira.

## Origem do topónimo
Do latim Cuda posteriormente Coda, com possível origem no pré-celta kut (javali) ou no basco kuto (porco). Está na origem de transcudano, que é relativo a ribacoa (adjetivo), natural ou habitante de Ribacoa (nome) ou antigo povo da Lusitânia (nome no plural).

## Arte pré-histórica
Nas margens do Coa situa-se um importante núcleo de gravuras de arte rupestre. O sítio foi classificado pela UNESCO na sua lista de Património Mundial em 1998.

## Afluentes
- Ribeira do Piçarral
- Ribeira dos Piscos
- Ribeira das Cortes
- Ribeira da Fonte
- Ribeira da Devesa e Ribeira da Penha (juntas formam uma ribeira que desagua no Rio Coa)
- Ribeira da Pega e Ribeira das Cabras (juntas formam uma ribeira que desagua no Rio Coa)
- Ribeira do Avelal
- Ribeira de Gaiteiros
- Ribeira da Ponte da Pedra
- Ribeira de Vale de Seada
- Ribeira do Tomé
- Ribeira da Caldeira
- Ribeira dos Cadelos
- Ribeiro da Fonte Barroco
- Ribeira da Pena
- Ribeira da Nave
- Ribeira do Homem
- Ribeira do Seixo
- Ribeira do Boi
- Ribeira de Palhais
- Ribeira de Arnes
- Ribeira da Paiã
- Ribeira da Porqueira
- Ribeira das Vinhas
- Ribeira de Alcambar
- Ribeira da Presa
- Ribeira do Rio Gordo
- Ribeiro dos Salgueiros (nascente do rio Coa)
- Ribeiro dos Colesinas (nascente do rio Coa)
- Rio Massueime
- Rio Noéme
- Rio Cesarão